# 以色列约旦河西岸隔离墙

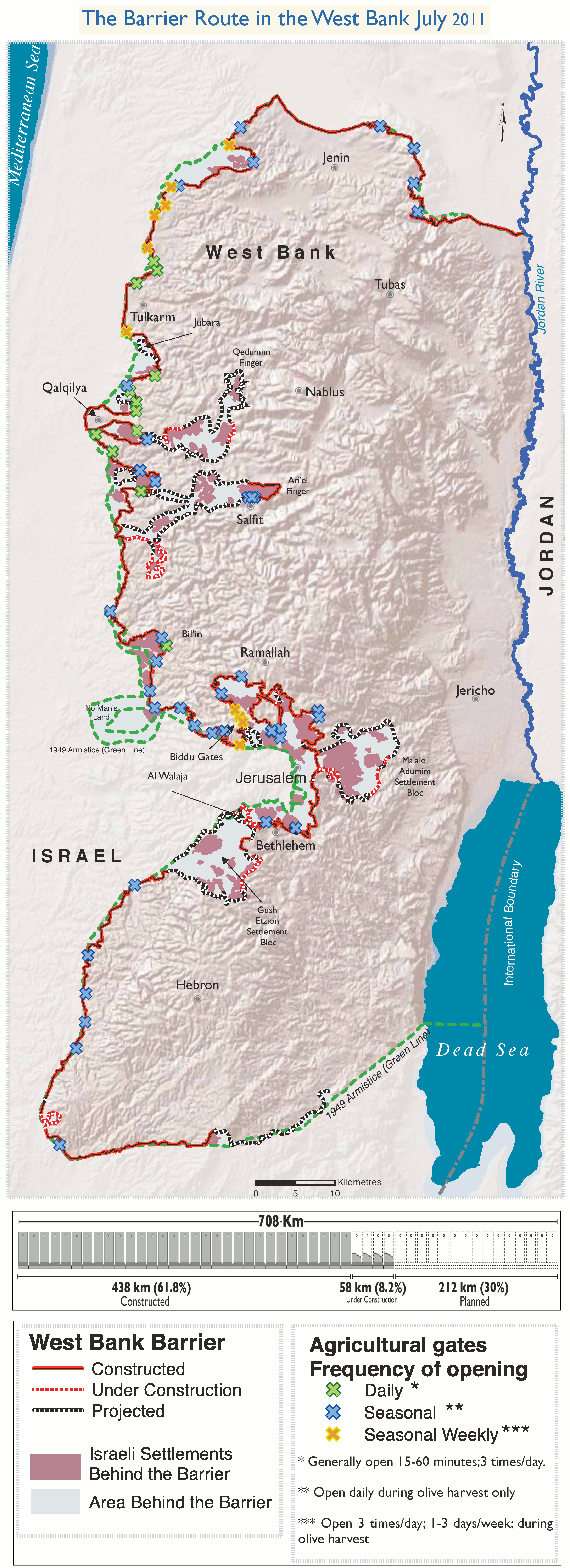
截至2011年7月的隔离墙路線： 438 km已完成, 58 km施工中, 212 km已計劃。

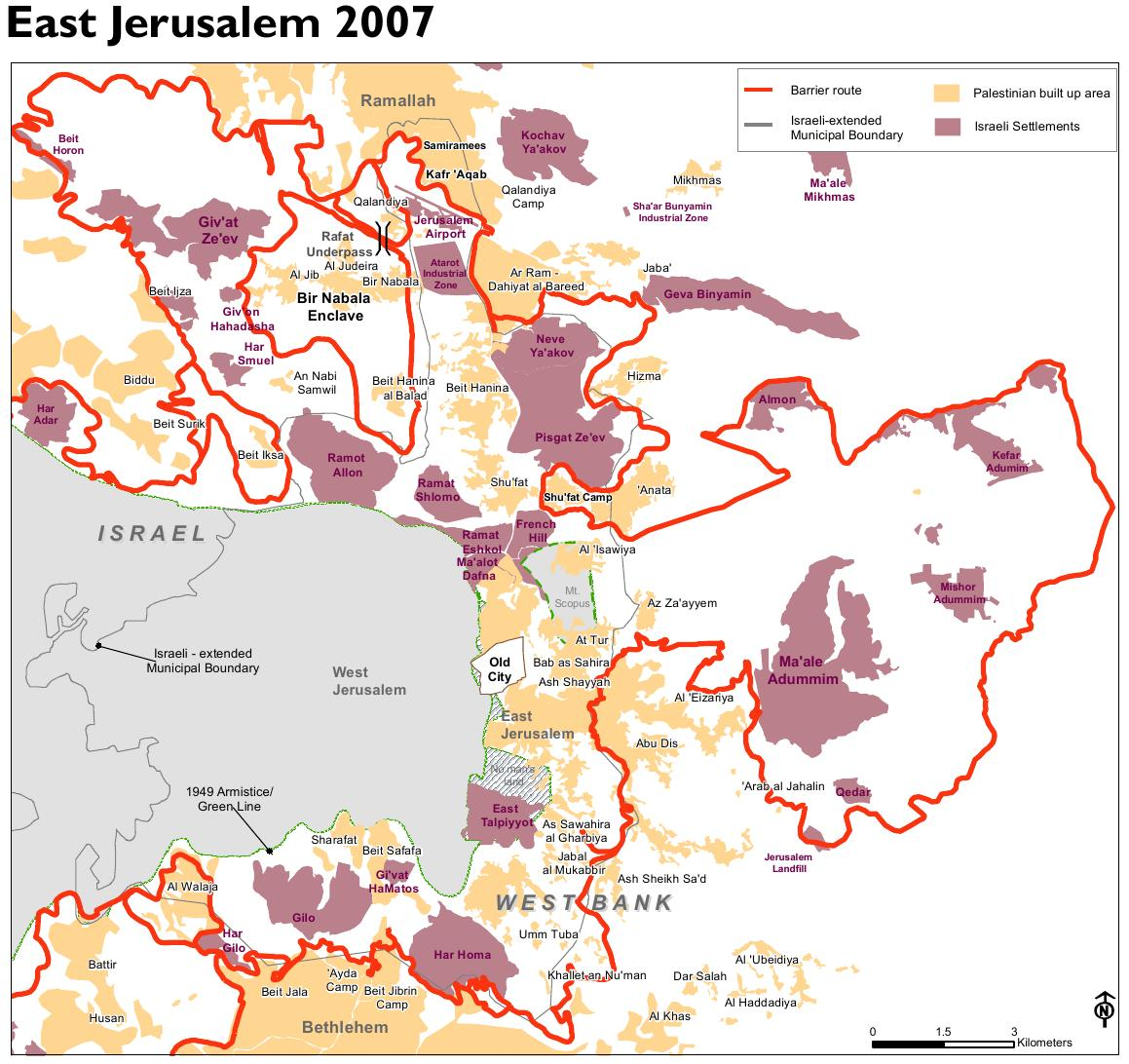
耶路撒冷的隔離牆，2007年。

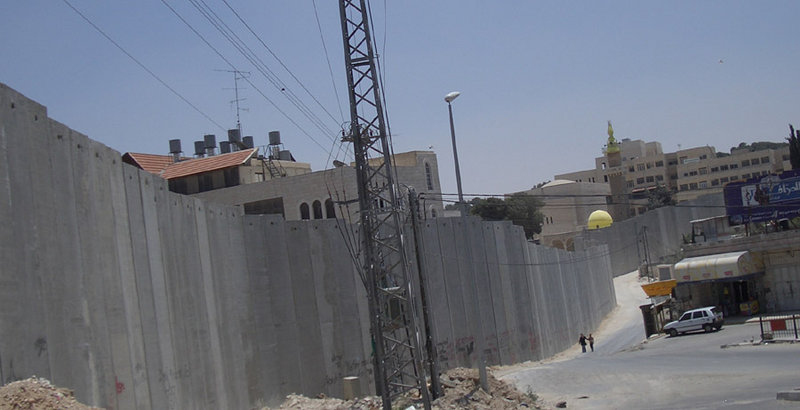
阿布迪斯和東耶路撒冷之間的隔离墙，2004年6月。

以色列约旦河西岸隔离墙，简称西岸隔离墙，是以色列沿绿线在约旦河西岸内修建的隔离墙，是巴以冲突中的引发争议的因素之一。巴勒斯坦人则将其视为种族隔离，他们经常称之为种族隔离墙。以色列称其为制止巴勒斯坦政治暴力的必要手段。隔离墙沿线总长708公里(440英里)，是绿线长度的两倍以上，其中15%沿着绿线或在以色列境内，其余85%在约旦河西岸境内长达18公里 ，实际上将约9%的土地和大约25,000名其他巴勒斯坦人与巴勒斯坦领土的其他部分隔离开来
根据以色列政府的说辞，这个隔离墙的建造是为了阻挡第二次巴勒斯坦大起义（2000年9月到2005年2月）中的政治暴力与恐怖主义。以色列政府以从约旦河西岸实施的自杀性爆炸事件数量减少为证据，证明其有效性，这类袭击从2000年至2003年7月的73起(第一个连续部分完成)下降到2003年8月至2006年底的12起。尽管隔离墙最初是在紧张局势加剧之际作为临时安全措施提出的，但自那以来，它一直与以色列和约旦河西岸地区之间未来的政治边界有关
。
隔离墙招致了巴勒斯坦人、人权组织和国际社会成员的批评，他们都认为这是以色列打着安全的幌子企图吞并巴勒斯坦土地的证据。还有人指称，修建隔离墙的目的是单方面建立新的事实边界，从而破坏以色列-巴勒斯坦和平进程。争议的关键点在于，它大大偏离了绿线，严重限制了许多巴勒斯坦人的自由，并削弱了他们在约旦河西岸或前往以色列上班的通勤自由。国际法院发表了一项咨询意见，认为隔离墙的存在符合违反国际法的条件，明确指出修建隔离墙违反国际法，以色列有义务停止建隔离墙，并立即拆除已经建造的部分。2003年，联合国大会通过一项决议，指责以色列修建隔离墙违反国际法，并要求以144票赞成、4票反对、12票弃权的表决结果拆除隔离墙。
隔离墙的围墙部分已经成为涂鸦艺术的画布，其面对巴勒斯坦的一面的涂鸦表明反对隔离墙，巴勒斯坦人的抵抗，他们返回的权利，以及一般的人权
与此隔离墙类似的还有加沙—以色列隔离墙，亦为阻碍巴勒斯坦人前往以色列领土。

## 名称
在希伯来语中，以色列约旦河西岸隔离墙被称作“隔离墙”(גדר ההפרדהⓘ, Geder HaHafrada)(Ḥomat HaHafrada)“安全保障墙”(גדר הביטחון, Geder HaBitaḥon)。
在阿拉伯语中，以色列约旦河西岸隔离墙被称作种族隔离墙 جدار الفصل العنصريⓘ, jidār al-faṣl al-‘unṣuriyy，表明对以色列种族灭绝的指控。
在英语中，英国广播公司的导播使用了“隔离墙”（有时是“隔离墙”（英語："separation barrier"）或“约旦河西岸隔离墙”英語：） ，《经济学人》美国公共广播公司和纽约时报也是如此。以色列外交部在英语中使用“安全围栏”一词。国际法院使用“墙”一词来解释“有时使用的其他表达方式，如果从物理意义上理解，就不会更准确。”它也被贬称为“种族隔离墙”或“种族隔离围栏”。 “接缝区”（希伯來語：מרחב התפר）是指1949年停战协定线和围栏之间的土地。

## 构造
以色列约旦河西岸隔离墙被以色列国防军描述为一个“多层复合障碍物”，部分由9米高的混凝土墙组成，其他部分由多层围栏系统组成，两道外围围栏上有三道金字塔形的带刺铁丝网，中间有一道较轻的围栏，中间有入侵检测设备; 一条反车辆沟渠; 两侧有巡逻道路; 以及一条用于跟踪入侵的光滑沙带。
当以色列约旦河西岸隔离墙建成时，它包含一个平均宽度为60米(200英尺)的隔离区 ，有些部分的隔离区宽达100米。通常来说，混凝土墙的宽度为3米，高度为9米。

## 路线
隔离墙部分沿着或接近1949年约旦-以色列停战线(“绿线”) ，部分穿过以色列占领的约旦河西岸，最远从停战线向东延伸20公里(12英里) ，包括西侧几个以色列定居点集中的地区，如东耶路撒冷、阿里尔地区（阿里埃勒、卡内肖姆龙、凯杜明和伊曼纽尔等）、古什埃齐翁、吉夫阿特泽埃夫、Oranit和马阿勒阿杜明。
隔离墙几乎包围了一些巴勒斯坦城镇，只有约20%遵循1949年约旦-以色列停战线，预计770 km2（191,000 acre）或约13.5%的西岸地区位于隔离墙的西侧。根据以色列人权组织  2006年4月的路线研究，隔离墙建成后，约旦河西岸8.5%的地区将位于隔离墙的以色列一侧，3.4%的地区将部分或完全被包围在东侧。隔离墙建成后，大约27520到31000名巴勒斯坦人将在以色列方面被于另外在约旦河西岸的124000人被有效地控制和隔离。在耶路撒冷的约23万巴勒斯坦人将被安置在约旦河西岸一侧。大部分屏障建在西岸的北部和西部边缘，大部分在绿线以外，形成了9块飞地，包围了63.87 km2（15,783 acre）。另一道长约10公里的屏障在拉姆安拉向南延伸。
以色列指出，地形不允许在某些地方沿绿线设置隔离墙，因为巴勒斯坦一侧的山丘或高楼会使隔离墙无法有效打击恐怖主义。国际法院指出，在这种情况下，只有在以色列境内修建隔离墙才是合法的。
隔离墙路线已经在法庭上受到挑战，并被改变了几次。提交给法院的论据重申，1949年的停火线是“在不损害未来领土定居点或边界线的情况下”谈判达成的。(Art. VI.9)

## 时间线

以色列约旦河西岸隔离墙的面向约旦河西岸的墙上的涂鸦，其展示了人们对以色列与巴勒斯坦和平的愿景。

面向巴勒斯坦的隔离墙，上面将巴勒斯坦人比作监禁在牢笼里的老虎，表达了对以色列修建隔离墙的愤怒。

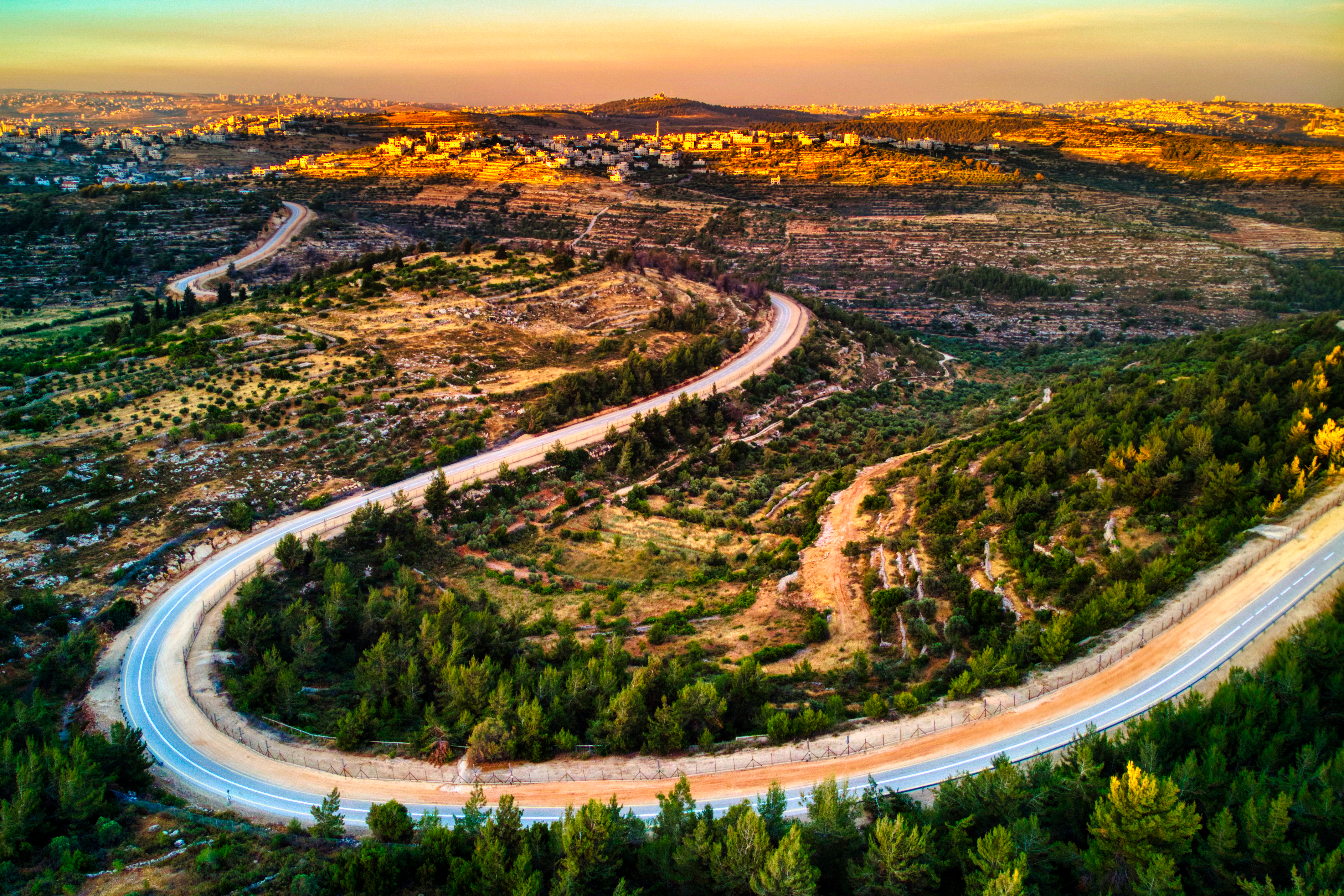
屏障和屏障后面是Beit Surik。以色列最高法院2004年6月30日的“ Beit Surik 案(HCJ 2056/04)”确定了以色列安全与巴勒斯坦居民受到隔离之间的相称标准，并导致隔离墙路线的改变。

1992年，在一名以色列少女在耶路撒冷被杀害之后，时任以色列总理伊扎克·拉宾提出了在以色列人和巴勒斯坦人之间建立有形障碍的想法。拉宾说，以色列必须“把加沙从特拉维夫带走”，以尽量减少人民之间的冲突
1994年10月加沙爆发暴力事件后，拉宾说: “我们必须决定将分离作为一种哲学。必须有一个明确的边界。在不划分界线的情况下，无论谁想吞并180万阿拉伯人，都只会给哈马斯带来更大的支持。”在内坦亚附近的哈沙龙枢纽遭到一场自杀式袭击之后，拉宾明确了他的目标: “这条道路必须导致分离，尽管不是根据1967年以前的边界。我们想和他们划清界限。我们不希望以色列国的大多数犹太居民，其中98%生活在主权国家以色列的边界内，包括一个统一的耶路撒冷，成为恐怖主义的对象。”
1994年，隔离墙的第一部分（几英里连续的混凝土板）建成。该路段沿着巴特赫费尔和图勒凯尔姆社区之间的边界。
1995年，拉宾设立了沙哈尔委员会，讨论如何建立一个分隔以色列人和巴勒斯坦人的隔离墙。以色列总理巴拉克在2000年与阿拉法特一同举行戴维营首脑会议之前发誓要建立一个隔离墙，他说，“这对于巴勒斯坦民族来说是至关重要的，以便在不依赖以色列国的情况下促进其民族认同和独立”。
2000年11月，在华盛顿举行的克林顿和平谈判期间，以色列总理埃胡德·巴拉克批准了在Wadi Ara地区和Latrun之间修建74公里(46英里)围栏。直到2002年4月14日，阿里埃勒 · 沙龙总理内阁才决定执行该计划，在接缝区建立一个永久性隔离墙。2002年6月23日，阿里尔 · 沙龙政府原则上明确批准了该计划 ，隔离墙的工作开始了。
2002年底，由于政府不采取行动，一些因没有边境隔离墙而受害最深的地方已经开始利用自己的资金直接在绿线上建造隔离墙。
2004年2月，为回应美国和巴勒斯坦的担心，以色列政府表示将重新审查隔离墙的路线。特别是，以色列内阁成员表示，将进行修改，以减少巴勒斯坦人必须通过的检查站数量，尤其是帮助解决被隔离墙完全包围的盖勒吉利耶等地区的巴勒斯坦人的困境。2005年2月20日，以色列内阁在批准执行撤离加沙的同一天批准了建造新的隔离墙的路线。路线的长度增加到670公里(416英里)(大约是绿线长度的两倍) ，将使包括东耶路撒冷在内的约10%的约旦河西岸地区和以色列一侧近5万巴勒斯坦人分离。它还把大型定居点马阿勒阿杜明和古什埃齐翁放在隔离墙的以色列一侧，实际上吞并了它们。
2005年，以色列最高法院提到了导致修建隔离墙的条件和历史。法院描述了自第二次起义爆发以来对以色列公民的暴力行为的历史以及随后以色列方面的生命损失。法院的裁决还提到了以色列保护其公民的企图，包括针对“恐怖主义行为”采取的“军事行动”，并称这些行动“没有充分满足制止严重恐怖主义行为。尽管采取了所有这些措施，恐怖活动并没有结束。对以色列人的攻击没有停止。无辜的人付出了生命和肢体的代价。这就是决定建造隔离墙的背景(见第815页)。”
在2006年，362公里(224.9英里)的屏障已经完成，88公里(54.7英里)正在建设中，253公里(157.2英里)尚未开始。2006年4月30日，特拉维夫发生自杀式炸弹袭击后，以色列内阁决定修改这条路线。在阿里埃勒地区，新路线纠正了以前路线的一个错误，这个错误本来会使成千上万的巴勒斯坦人留在以色列一方。位于阿尔菲·梅纳什的以色列定居点的规模缩小了，新计划将三组巴勒斯坦人的房屋留在围栏的巴勒斯坦一侧。隔离墙在耶路撒冷地区的路线将从巴勒斯坦一侧的 Beit Iksa 和以色列一侧的贾巴出发，但在祖瑞夫(Tzurif)有一个通往巴勒斯坦一侧的过境点。环绕Eshkolot和梅扎多耶胡达的路线进一步改变，从Metzadot到霍勒德 （Har Choled）的路线获得批准。
在2012年，440公里(273.4英里)的的隔离墙已经完成。
2014年9月，在批准了包围古什埃齐翁的45公里长的隔离墙8年之后，在这个问题上没有取得任何进展，以色列重新开始了辩论。围栏计划穿过国家公园、纳哈尔拉菲姆谷和巴勒斯坦村庄巴地尔。以色列在Gevaot征用的土地将位于隔离墙的巴勒斯坦一侧。2014年9月21日，政府投票决定不重新授权修建古什埃齐翁地区的隔离墙。
在2022年，45公里(28.0英里)的隔离墙被已经建成的一个多层围栏被新的9米高的混凝土墙部分取代。

## 有效性
自从隔离墙建成以来，自杀式爆炸已经减少了。阿克萨烈士旅、哈马斯和巴勒斯坦伊斯兰圣战组织在以色列发动袭击的能力有所下降，在隔离墙已经完成的地区，以色列的袭击有所减少。
以色列外交部和以色列安全局报告说，2002年，恐怖袭击造成452人死亡。在第二次起义开始的第一个连续部分(2003年7月)完成之前，巴勒斯坦人从约旦河西岸发动了73起自杀性爆炸，造成293名以色列人死亡，1900多人受伤。2006年底第一个连续部分完成后，西岸只发生了12起袭击事件，造成64人死亡，445人受伤。恐怖袭击在2007年和2008年减少到2010年的9起。
报纸援引以色列官员(包括辛贝特领导人)的话说，在隔离墙已经完成的地区，敌对势力渗透的次数已经减少到几乎为零。马里夫还说，包括一名伊斯兰圣战组织高级成员在内的巴勒斯坦激进分子证实，隔离墙使得在以色列境内发动袭击更加困难。自2003年6月在图勒凯尔姆和盖勒吉利耶地区建成围栏以来，这些地区没有成功的袭击事件。所有的袭击都被拦截，或者自杀式炸弹提前引爆。在2008年3月23日的一次采访中，巴勒斯坦伊斯兰圣战组织领导人拉马丹·沙拉赫向卡塔尔报纸沙克报(al-Sharq)抱怨说，隔离墙“限制了抵抗力量深入(以色列领土)进行自杀性爆炸袭击的能力，但抵抗力量没有投降，也没有变得无助，而是在寻找其他办法来应对起义的每个阶段的要求”。
其他因素也被认为是导致下降的原因。根据国土报的报道，辛贝特2006年的一份报告得出结论称，“围墙确实让他们(恐怖分子)的处境更加艰难”，但由于以色列军队和情报机构加大了对巴勒斯坦激进分子的追捕力度，哈马斯增加了政治活动，以及巴勒斯坦领土上巴勒斯坦激进组织之间的停火，2005年的袭击事件有所减少。国土报报道说: “安全围栏不再被认为是防止自杀式炸弹袭击的主要因素，主要是因为恐怖分子已经找到了绕过围栏的方法。”前以色列国防部长摩西·阿伦斯说，巴勒斯坦暴力事件的减少主要是由于以色列国防军在2002年进入约旦河西岸。

## 对巴勒斯坦人的影响
隔离墙对巴勒斯坦人产生了许多影响，包括自由的减少，以色列检查站和道路关闭的数量减少，土地流失，在以色列获得医疗和教育服务的难度增加，限制获得水源，以及对巴勒斯坦国经济影响。

### 减少自由
联合国在2005年的一份报告中指出：
很难夸大屏障的人道主义影响。约旦河西岸内部的屏障切断了社区、人们获得服务、生计以及宗教和文化设施的渠道。此外，关于水闸的确切路线和通过水闸的过境点的计划往往要到施工前几天才能完全公布。这导致巴勒斯坦人对其未来生活将受到何种影响感到相当焦虑。隔离墙和绿线之间的土地是西岸最肥沃的地区之一。目前，它是居住在38个村庄和城镇的49400名西岸巴勒斯坦人的家园。
经常被引用的关于隔离墙影响的一个例子是巴勒斯坦城市盖勒吉利耶，该城约有4.5万人口，几乎被隔离墙包围。这堵墙的一个8米高的混凝土部分沿着城市和附近的以色列公路之间的绿线延伸。据英国广播公司报道，这一段被称为“防狙击墙”，目的是防止以色列司机在横贯以色列公路上遭到枪击。从东边的主干道上可以通过一个军事检查站进入城市，2004年9月在南边修建的一条隧道将盖勒吉利耶与邻近的哈卜拉村连接起来。2005年，以色列最高法院命令政府改变该地区隔离墙的路线，以方便巴勒斯坦人在盖勒吉利耶和周围5个村庄之间的行动。在同一裁决中，法院驳回了围栏只能建在绿线上的论点。裁决援引地形、安全考虑因素以及1907年海牙章程第43和52节和日内瓦第四公约第53条作为拒绝的理由。

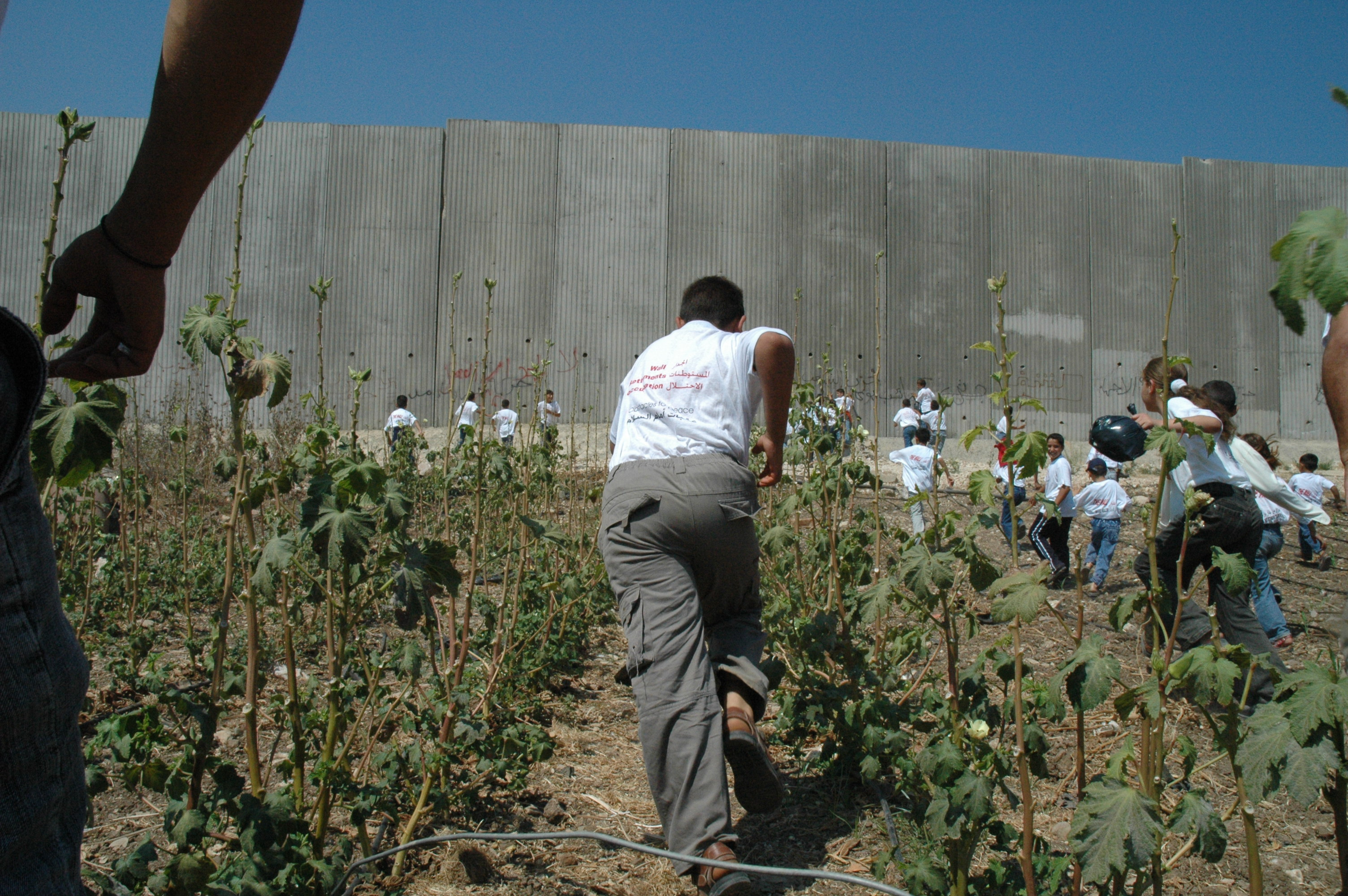
巴勒斯坦儿童奔向隔离墙，2004年8月

2003年10月初，以色列国防军中央司令部宣布，西岸北部隔离墙(第一阶段)和绿线之间的地区无限期为封闭军事区。新的指令规定，居住在封闭地区设立的飞地上的每一个十二岁以上的巴勒斯坦人都必须获得民政当局颁发的“永久居住许可证”，以使他们能够继续生活在自己的家园中，总共约有27250人。西岸的其他居民必须获得特别许可才能进入该地区。

### 更少的检查站与路障
2004年6月，华盛顿时报报道说，以色列减少了对杰宁的军事入侵，促使以色列努力重建受损的街道和建筑，并逐渐恢复到表面上的正常状态。以色列政府在2004年10月25日以色列驻科菲·安南代表团的一封信中指出，隔离墙以东的一些限制因此被取消，包括把检查站从71个减少到47个，把路障从197个减少到111个。据耶路撒冷邮报报道，对于居住在杰宁附近的以色列阿拉伯城镇烏姆阿法姆(人口4.2万)的一些以色列公民来说，隔离墙“极大地改善了他们的生活”，因为一方面，它阻止了潜在的小偷或恐怖分子进入他们的城镇，另一方面，它增加了来自以色列其他地区的顾客流量，这些顾客通常会光顾约旦河西岸的巴勒斯坦商业，从而带来了经济繁荣。报告指出，不利的一面是，隔离墙将家庭分成了两半，“破坏了以色列阿拉伯人与生活在绿线另一侧的巴勒斯坦人的团结”。
2005年8月发布的一份联合国报告指出，隔离墙的存在“取代了关闭隔离墙的必要性: 例如，在西岸北部建造隔离墙的地方，人员流动的限制较少。正在兴建隔离墙的拉马拉和比雷赫省和耶路撒冷省亦已清除障碍物。”报告说，在农村地区增加行动自由可能会使巴勒斯坦人更容易进入医院和学校，但是报告也说，对城市人口中心之间行动的限制并没有显著改变。

### 失去土地
部分隔离墙建在从巴勒斯坦人手中夺取的土地上，或者建在巴勒斯坦人和他们的土地之间。在2009年的一份报告中，联合国表示，与以前的隔离墙草图路线相比，最新的隔离墙路线在绿线上分配了更多的路段。然而，在目前的路线中，隔离墙将西岸总面积的9.5%吞并到隔离墙的以色列一侧。
2003年初，以色列国防军在Nazlat Issa 修建隔离墙期间拆除了跨越绿线的63家商店。2003年8月，另有115个商店和摊位(几个社区的重要收入来源)和5至7所房屋也被拆除。
联合国西亚经济社会委员会估计，在西岸北部，在隔离墙另一侧拥有土地的巴勒斯坦人约有80%没有得到以色列当局的许可，因此无法耕种他们的土地。
以色列在靠近约旦边界的约旦河谷建造了一道屏障。2004年国际法院作出裁决后，由于国际社会的谴责，在西岸和约旦河谷之间建造另一个隔离墙的计划被放弃，取而代之的是对巴勒斯坦人实行限制性的许可证制度。然而，它改变了路线，允许定居点吞并土地。现有的隔离墙切断了西岸巴勒斯坦农民进入约旦河的通道。以色列定居点委员会已经实际控制了约旦河谷和死海86% 的面积，因为定居者人口在那里稳步增长。2013年，时任以色列国防部长的埃胡德·巴拉克提议，以色列应考虑单方面从约旦河西岸撤军，拆除隔离墙以外的定居点，但在约旦河西岸和约旦边界沿线的约旦河谷保持军事存在。

### 地图
- West Bank Barrier Status 2012 包括正在建设、冻结或拆除的部分，并指明哪些部分是墙，2012年8月，日内瓦倡议（英语：Geneva Initiative）
- West Bank access restrictions (10.4 MB!). 2012年12月, OCHAoPt, 在 Map Centre
- Humanitarian Atlas 2012 (49.1 MB!). 2012年12月, OCHAoPt, 在 Map Centre
- Barrier route. July 2008, OCHAoPt
- (PDF).   [2024-07-18]. （原始内容存档 (PDF)于2025-01-16）. (2.10 MB). June 2012, B'Tselem
- The Separation Barrier in the West Bank （页面存档备份，存于）. April 2006, B'Tselem, on MidEastWeb, Map of Israel Security Barrier ("Wall") – Current Status (2006)
- Barrier Gates: Northern West Bank，存于. March 2005, OCHAoPt, on web.archive.org
- West Bank Closures (2.5 MB). December 2003, OCHAoPt
- Israeli Security Barrier ("Wall") – Current Status (2005) and Evolution （页面存档备份，存于）. February 2005 versus August 2003, MidEastWeb
- Who's in, Who's out （页面存档备份，存于） (Names in Hebrew). October 2003, Ma'ariv, on MidEastWeb, "First Disclosure of Historic Document: The Final Route of the Separation Fence"
- First plan （页面存档备份，存于）. May 2002, Haaretz, on MidEastWeb

### General news resources
- Compilation of articles about the fence from Ha'aretz
- Q&A: What is the West Bank barrier? （页面存档备份，存于） BBC News special feature
- Guide to the West Bank barrier （页面存档备份，存于） BBC News
- Israeli city says barrier is 'working' （页面存档备份，存于） Israeli city says barrier is 'working'] BBC News
- Bitter Lemons Edition with Israeli and Palestinian views on the Separation Barrier （页面存档备份，存于）
- Israel annexes land from West Bank using the 'Separation Wall' （页面存档备份，存于） further impedes peace process.
- Impact of the Barrier on East Jerusalem （页面存档备份，存于）. OCHAoPt, June 2007 Update No. 7 (8.7 MB). Includes maps.

### Israeli government and courts
- Israel Ministry of Foreign Affairs Anti-Terrorist Fence Homepage （页面存档备份，存于）
- Israel Ministry of Defense Security Fence Homepage
- 2004 Israeli Supreme Court ruling 的存檔，存档日期2008-11-21. (RTF format)
- 2005 Israeli Supreme Court ruling （页面存档备份，存于）
- (PDF).   [2024-07-18]. （原始内容存档 (PDF)于2012-03-14）. (1.67 MB)

### United Nations and International Court of Justice rulings
- ICJ Advisory Opinion, as well as separate opinions of some judges.
- Compilation of UN documents relating to the barrier.
- UN OCHA Humanitarian Information Centre in the occupied Palestinian territory （页面存档备份，存于） reports, analysis, detailed maps.
- (PDF). （原始内容 (PDF)存档于2006-02-09）. (2.25 MB).

### Links to articles opposing the barrier
- Gush Shalom site about the Separation Wall
- B'Tselem (Israeli Information Center for Human Rights in the Occupied Territories) page about the Separation Barrier
- Machsom Watch daily reports on checkpoints in the barrier
- Anarchists against the Wall
- "Beyond the Wall" an Ir Amim Report on the barrier in Jerusalem
- International Red Cross and Red Crescent Movement statement on the West Bank barrier （页面存档备份，存于）
- A Wall as a Weapon OpEd by Noam Chomsky, originally published in The New York Times
- Palestinian grassroots Anti-Apartheid Wall Campaign  （页面存档备份，存于）
- The separation wall and the village of Ni'lin at IMEU.net
- Video of Wall and Fence, and walking through a checkpoint at the Qalandiya Checkpoint November 2004 produced by filmmaker and journalist Ray Hanania
- A Public Service announcement (60 seconds) on the Wall produced by filmmaker and journalists Ray Hanania

### Links to articles in favor of the barrier
- Not an "Apartheid Wall" on HonestReporting.com
- Background Info: The Security Fence （页面存档备份，存于） on imra.org.il
- Is Israel's Security Barrier Unique? （页面存档备份，存于） article by Ben Thein in Middle East Quarterly
- Research articles on the ICJ decision
- (PDF).   [2024-07-18]. （原始内容 (PDF)存档于2005-10-28）. (2.29 MB), detailed 193 page book supporting a position in favor of the barrier.
- "How I Learned to Love the Wall" （页面存档备份，存于） Irshad Manji, The New York Times March 18, 2006
- StandWithUs  (PDF). （原始内容 (PDF)存档于2006-07-10）. (2.83 MB)
- IsraCast: The Hague Hearing. Legal Advisor Daniel Taub: 'The International Court Is Trying Victims Of Terror And Not Terrorists' 的存檔，存档日期2006-10-18.
- The Controversial Fence
- Zohar Palti, Israel's Security Fence: Effective in Reducing Suicide Attacks from the Northern West Bank （页面存档备份，存于）, The Washington Institute for Near East Policy, July 7, 2004